# Leucopholis rufa
Leucopholis rufa är en skalbaggsart som beskrevs av Brenske 1892. Leucopholis rufa ingår i släktet Leucopholis och familjen Melolonthidae. Inga underarter finns listade i Catalogue of Life.